# 2009年陕西渭南柴油泄漏事故
2009年陕西渭南柴油泄漏事故，是在2009年12月30日，兰州到郑州输油管道一段破裂发生破裂出现溢油事故。2010年1月4日，大约15万升柴油到达黄河。

## 背景
兰州至郑州输油管道项目于2007年获批，在2009年3月投入运营，是兰州-郑州-长沙管道的一部分，年输油量为1500万吨。根据中国石油天然气集团公司的说法，事故发生在2009年12月30日，渭南的第三方工人在施工时发生意外导致溢油事故发生。不过这一事件直到2010年1月3日才被公布。黄河水利委副主任要求对事故进行调查，并反驳中国石油天然气集团公司关于事故是由第三方工人造成的说法。

## 控制
在中国石油天然气集团公司关闭管道前，已经有约15万升柴油泄漏。太平洋环境中国联席主任文波称，政府得知泄漏事件后马上动员700名工人来控制溢油。工人们挖了导流道，修建漂浮坝，防止污染进一步向下游扩散，使用化学物质去除溪流中的溢油。尽管如此，官方还是于2010年1月4日在郑州上游200公里处的黄河中发现柴油痕迹。虽然三门峡水库中发现含有微量的柴油，但是三门峡下游没有检测到污染。三门峡大坝及其六台水轮发电机被关闭，防止污染物进一步向下游流动。1月5日，环保部官员张勋证实，泄漏已经控制在三门峡水库内，不会再对下游构成威胁。